# Urdorf
Urdorf – miasto i gmina (Politische Gemeinde) w północnej Szwajcarii, w kantonie Zurych, w okręgu (Bezirk) Dietikon. Powstała 1 stycznia 1931 r.

## Demografia
W Urdorfie mieszkają 10 332 osoby. W 2021 roku 26,1% populacji gminy stanowiły osoby urodzone poza Szwajcarią.

## Transport
Przez teren miasta przebiegają autostrady A3 i A4 oraz droga główna nr 1.